# Lynne Barrett
Pour les articles homonymes, voir Barrett.
Lynne Barrett, née le 14 mai 1950, est une nouvelliste américaine, auteure de littérature policière.

## Biographie
Lynne Barrett est née et élevée dans le New Jersey, elle a obtenu un B.A. en composition anglaise du Mount Holyoke College et un master of Fine Arts de l'université de Caroline du Nord à Greensboro.
Elle enseigne des ateliers d'études supérieures et de premier cycle sur l'écriture de fiction, de non-fiction créative, de mystère et de suspense à l'université internationale de Floride et édite The Florida Book Review.
En 1991, elle est lauréate du prix Edgar-Allan-Poe 1991 de la meilleure nouvelle pour Elvis Lives publiée dans Ellery Queen's Mystery Magazine.

## Œuvre

### Nouvelles
Liste non exhaustive
- Elvis Lives (1990)
- To Go
- Beauty
- Conchology (2013)
- Texaco on Biscayne
- Mary Anne's Tan (2014)
- The Tree Man
- Returning (2016)
- The Willows (2016)
- Quickstep (2017)
- Marble (2017)
- The Old Broads of the Mermaid Beach Apartments (2020)

### Recueils de nouvelles
- Magpies (2011)

## Prix et distinctions
- Prix Edgar-Allan-Poe 1991 de la meilleure nouvelle pour Elvis Lives[1]